# Martin Máca
Martin Máca (* 28. Juni 1990) ist ein tschechischer Grasskiläufer. Er startet seit 2007 im Weltcup.

## Karriere
Máca fuhr seine ersten FIS-Rennen im Juni 2005, kam aber in seiner ersten Saison noch in keinem Rennen unter die besten 30. Im Juli nahm er an der Juniorenweltmeisterschaft in Nové Město na Moravě teil und belegte Platz 27 im Super-G sowie Rang 34 im Riesenslalom. Bei der Junioren-WM 2006 in Horní Lhota u Ostravy erreichte er Platz 17 im Riesenslalom und Rang 33 im Super-G. Bei FIS-Rennen kam er in der Saison 2006 zweimal unter die besten 20.
Am 11. August 2007 gab Máca sein Debüt im Weltcup. Im Riesenslalom von Čenkovice holte er mit Rang 23 auch gleich seine ersten Weltcuppunkte. Am 1. September desselben Jahres erreichte er in der Super-Kombination von Forni di Sopra den 16. Platz, womit er in der Gesamtwertung der Saison 2007 den 42. Rang belegte. Eine Woche später nahm er an der Weltmeisterschaft 2007 in Olešnice v Orlických horách teil und kam dabei auf Platz 26 im Slalom, Rang 39 im Super-G und Rang 42 in der Super-Kombination. An der Junioren-WM 2007 nahm der Tscheche nicht teil. In der Saison 2008 bestritt Máca nur wenige Rennen. Im Weltcup fuhr er zweimal unter die besten 25, damit belegte er Rang 64 im Gesamtklassement. In der Weltcupsaison 2009 erreichte er den 15. Rang im zweiten Slalom von Čenkovice und Rang 23 in der Super-Kombination von Wilhelmsburg und kam damit auf Platz 57 im Gesamtweltcup. Im Juli und August 2009 nahm der Tscheche erstmals seit drei Jahren wieder an der Juniorenweltmeisterschaft teil und erreichte dabei den zehnten Platz in der Super-Kombination sowie Rang 24 im Super-G und Rang 26 im Slalom. Bei der Weltmeisterschaft 2009 war er nicht am Start.
In der Saison 2010 nahm Máca neben Wettkämpfen im Tschechien-Cup nur an den FIS- und Weltcupslaloms in Faistenau teil, wurde jedoch in beiden disqualifiziert. In der Saison 2011 startete er neben einigen Rennen des Tschechien-Cups nur in je zwei Weltcup- und FIS-Rennen in seinem Heimatland. Weltcuppunkte gewann er nur einmal als 27. der Super-Kombination von Olešnice v Orlických horách. Insgesamt vier Weltcuprennen fuhr Máca in der Saison 2012. Dabei erreichte er mit Platz elf im Slalom von Předklášteří sein bisher bestes Weltcupergebnis. Im Gesamtweltcup belegte er Rang 44.

## Erfolge

### Weltmeisterschaften
- Olešnice v Orlických horách 2007: 26. Slalom, 39. Super-G, 42. Super-Kombination

### Juniorenweltmeisterschaften
- Nové Město na Moravě 2005: 27. Super-G, 34. Riesenslalom
- Horní Lhota u Ostravy 2006: 17. Riesenslalom, 33. Super-G
- Horní Lhota u Ostravy 2009: 10. Super-Kombination, 24. Super-G, 26. Slalom

### Weltcup
- Zwei Platzierungen unter den besten 15